# Jervisiet
Het mineraal jervisiet is een inosilicaat met molecuulformule
(Na,Ca,Fe2+)(Sc,Mg,Fe2+)Si2O6,
dus een verbinding waar natrium, calcium, scandium, magnesium en ijzer in voorkomen. Silicium en zuurstof komen er ook in voor, omdat het een inosilicaat is. Jervisiet is een clinopyroxeen. Het is lichtgroen, het heeft een witte streepkleur en een glasglans. Het heeft een monoklien kristalstelsel en een perfecte splijting volgens het kristalvlak [110]. De massadichtheid is 3,22 kg/l, de hardheid is 6 tot 7 en het mineraal is niet radioactief.